# Поплар-Бей
Поплар-Бей (англ. Poplar Bay) — літнє село в Канаді, у провінції Альберта, у складі муніципального району Ветасківін № 10.

## Населення
За даними перепису 2016 року, літнє село нараховувало 103 особи постійного населення, показавши зростання на 28,8%, порівняно з 2011-м роком. Середня густина населення становила 154 осіб/км².
З офіційних мов обидвома одночасно володіли 5 жителів, тільки англійською — 100. Усього 20 осіб вважали рідною мовою не одну з офіційних, з них 5 — одну з корінних мов, а 5 — українську.
Працездатне населення становило 40 осіб (38,1% усього населення), усі були зайняті.

## Клімат
Середня річна температура становить 2,7°C, середня максимальна – 21,2°C, а середня мінімальна – -18,1°C. Середня річна кількість опадів – 520 мм.
| Клімат поселення                              | Клімат поселення | Клімат поселення | Клімат поселення | Клімат поселення | Клімат поселення | Клімат поселення | Клімат поселення | Клімат поселення | Клімат поселення | Клімат поселення | Клімат поселення | Клімат поселення | Клімат поселення |
| Показник                                      | Січ.             | Лют.             | Бер.             | Квіт.            | Трав.            | Черв.            | Лип.             | Серп.            | Вер.             | Жовт.            | Лист.            | Груд.            |                  |
| Середній максимум, °C                         | −6,39            | −3,11            | 1,24             | 9,13             | 14,81            | 18,98            | 21,17            | 20,90            | 15,96            | 10,80            | 1,70             | −3,95            |                  |
| Середня температура, °C                       | −12,25           | −9               | −4,64            | 3,26             | 8,95             | 13,10            | 15,56            | 15,30            | 10,36            | 5,20             | −3,91            | −9,56            |                  |
| Середній мінімум, °C                          | −18,12           | −14,86           | −10,5            | −2,62            | 3,08             | 7,26             | 9,95             | 9,69             | 4,74             | −0,43            | −9,52            | −15,16           |                  |
| Норма опадів, мм                              | 24               | 17               | 20               | 32               | 57               | 87               | 101              | 70               | 48               | 26               | 21               | 17               |                  |
| Середньомісячна швидкість вітру, м/с          | 3.20             | 3.30             | 3.40             | 3.68             | 3.60             | 3.30             | 3.00             | 2.88             | 3.10             | 3.40             | 3.30             | 3.25             |                  |
| Середньомісячна сонячна радіація, кДж/м²·день | 3631             | 7178             | 12349            | 17173            | 20580            | 22109            | 22348            | 18729            | 12797            | 7662             | 3901             | 2713             |                  |
| --------------------------------------------- | ---------------- | ---------------- | ---------------- | ---------------- | ---------------- | ---------------- | ---------------- | ---------------- | ---------------- | ---------------- | ---------------- | ---------------- | ---------------- |
| Джерело:                                      |                  |                  |                  |                  |                  |                  |                  |                  |                  |                  |                  |                  |                  |